# Режим газового родовища
Режим газового родовища (англ. gas field drive; нім. Erdgaslagerstättenregime n) — прояв рушійних сил у пласті, які зумовлюють приплив газу до вибоїв свердловин.
Під режимом газового покладу або режимом роботи пласта розуміють прояви домінуючої форми пластової енергії, що викликає рух газу в пласті і обумовлює приплив газу до свердловин в процесі розробки покладу. На газових родовищах в основному проявляються газовий і водонапірний режими.
Режим істотно впливає на розробку покладу і поряд з іншими факторами визначає основні умови експлуатації, до яких, наприклад, відносяться темп падіння тиску і дебітів газу, обводнення свердловин тощо.
Режим роботи покладу залежить від геологічної будови покладу; гідрогеологічних умов, його розмірів і протяжності водонапірної системи; фізичних властивостей і неоднорідності газових колекторів; темпу відбору газу з покладу; методів, що використовуються для підтримання пластового тиску (для газоконденсатних родовищ).

## Режим газового родовища газовий
Режим газового родовища газовий — прояв пружної енергії безпосередньо стисненого природного газу, яка зумовлює приплив газу до вибоїв свердловин.
При газовому режимі газонасиченість пористого середовища в процесі розробки не змінюється, основним джерелом енергії, що сприяє руху газу в системі пласт–газопровід, є тиск, який створюється газом, який розширюється. На глибоко залягаючих газових родовищах незначний вплив може надати пружність газоносного колектора. Цей режим проявляється і тоді, коли відсутні пластові води або якщо вони практично не просуваються в газовий поклад при зниженні тиску в процесі розробки.

## Водонапірний режим газових родовищ
Водонапірний режим газових родовищ — режим, при якому приплив корисних копалин до вибоїв видобувних свердловин зумовлений енергією стисненого газу і напором контурної або підошовної води, яка просувається до газового покладу.
Основне джерело пластової енергії при цьому режимі роботи газового покладу — напір крайових (підошовних) вод. Водонапірний режим підрозділяється на пружний і жорсткий.
Пружний режим пов'язаний з пружними силами води і породи.
Жорсткий режим газового покладу пов'язаний з наявністю активних пластових вод і характеризується тим, що при експлуатації в газовий поклад надходять підошовні або крайові води, в результаті чого не тільки зменшується об'єм пласта, зайнятого газом, але і повністю відновлюється пластовий тиск.
На практиці родовища, як правило, розробляються при газоводонапірному (пружноводонапірному) режимі. У цьому випадку газ в пласті просувається в результаті його розширення і дії напору води. Причому кількість води, що впроваджується за рахунок розширення газу, значно менша тієї кількості, яка необхідна для повного відновлення тиску. Головною умовою просування води в поклад є зв'язок газової частини покладу з водоносною. Просування води може призвести до обводнення свердловин. Це слід враховувати при розташуванні свердловин по площі і при проектуванні глибини вибою нових видобувних свердловин.
При пружноводонапірному режимі вода впроваджується в газовий поклад, що розробляється, за рахунок падіння тиску в системі і пов'язаного з цим розширенням порід пласта, а також самої води.
Газові поклади з водонапірним режимом, в яких повністю відновлюється тиск при експлуатації, зустрічаються досить рідко. Як правило при водонапірному режимі тиск відновлюється частково, тобто пластовий тиск при експлуатації знижується, але темп зниження повільніший, ніж при газовому режимі.

## Змішані режими дренування газового покладу
Змішані режими дренування газового покладу, що має напір крайових чи підошовних вод, виникають тоді, коли об'єм відібраного газу перевищує кількість води, яка надходить у поклад.
Велика частина газових родовищ працює на газовому і змішаному режимах.
Здебільшого газові родовища в початковий період розробляються при газовому режимі. Проявлення водонапірного режиму зазвичай помічається але не відразу, а після відбору з покладу 20 — 50 % запасів газу. На практиці зустрічаються також виключення з цього правила, наприклад на дрібних газових родовищах водонапірний режим може проявлятися практично відразу після початку експлуатації.
При експлуатації газоконденсатних родовищ з метою отримання найбільшої кількості конденсату шляхом закачування в пласт сухого газу або води іноді створюють штучний газонапірний або водонапірний режим.
У деяких випадках на режим роботи покладу в багатопластовому родовищі можуть впливати умови розробки горизонтів, які лежать вище або нижче, наприклад при перетоках газу.

## Визначення режиму роботи покладу

Зміна р_{пт}/z_{пт} залежно від Q_{вид}
режими: 1 ‒ газовий; 2 ‒ жорстководонапірний;
3 ‒ газоводонапірний; 4 ‒ перетікання газу;
5 ‒ залежність р_{пт} від Q_{вид}. zп, zпт, zст — коефіцієнти стисливості відповідно при початкових, поточних і стандартних умовах (z_{ст} = 1);

До початку розробки газового родовища можна сформулювати лише загальні міркування про можливість проявлення того чи іншого режиму. Характер режиму встановлюється за даними, отриманим при експлуатації родовища.
Режим роботи газового покладу можна визначити графічно шляхом побудови залежності зміни pпм* (приведеного середньозваженого пластового тиску газового покладу) від сумарного відбору газу Qвид в часі (рисунок 1, крива 1). З рисунка видно, що при газовому режимі залежність між приведеним пластовим тиском і кількістю відібраного газу в процесі розробки має лінійний характер. При цьому, якщо не враховувати коефіцієнт стисливості, то значення α не буде постійним, а збільшується з падінням тиску (рис. 1, крива 5). Тому режим розробки покладу помилково можна прийняти за газоводонапірний.
При водонапірному режимі характер зміни приведеного пластового тиску залежно від кількості відібраного газу відрізняється від характеру зміни цих параметрів при газовому режимі. Теоретично при жорстководонапірному режимі поступово зменшується об'єм покладу, зайнятий газом, і має місце повне відновлення пластового тиску, тобто значення pпм* в процесі розробки покладу має залишатися постійним (крива 2).
При пружноводонапірному (газоводонапірному) режимі частина енергії стисненого газу в пласті в міру виснаження покладу поповнюється енергією води, що впроваджується. Як правило, в процесі розробки газових родовищ в цьому випадку в початковій стадії характер падіння пластового тиску аналогічний характеру при газовому режимі (крива 3). Це пояснюються незначним надходженням води в початковий період в газовий поклад. Розрізняти газовий і пружноводонапірний режими при прямолінійній залежності pпм* від Qвид можна лише в тому випадку, якщо є додаткова інформація. Зокрема: за даними зміни рівня води в п'єзометричних свердловинах; за результатами ядерно-геофізичних досліджень свердловин, що розкрили ГВК шляхом простеження положення ГВК в процесі розробки; за даними, отриманими при обводненні і після гідрохімічного аналізу води, що видобувається разом з газом.

## Зміна технологічного режиму експлуатації газових і газоконденсатних свердловин
У процесі експлуатації родовища необхідність зміни технологічного режиму виникає при наступних обставинах:
- Визначальним фактором при встановленні технологічного режиму є підошовна вода. В цьому випадку допустима гранична депресія на пласт для заданої величини розкриття пласта буде змінною величиною. Зі зміною густини води і газу, а також пластового тиску величина допустимої депресії лінійно зменшується зі зменшенням пластового тиску. Отже, при наявності підошовної води величина допустимої депресії повинна періодично знижуватись відповідно до зниження пластового тиску. Інакше встановлена на початку розробки величина допустимої депресії на пласт призводить до неминучого підтягування конусуа води в свердловину. Якщо технологічний режим визначається на тривалий час лише по підошовній воді, то при цьому необхідно врахувати підйом поверхні газоводяного контакту. Це, в свою чергу, призведе до більш інтенсивного зниження продуктивності свердловини.

Існує декілька найпоширеніших випадків необхідності зміни технологічного режиму, встановленого по підошовній воді:
1. в свердловині в результаті ремонтно-ізоляційних робіт встановлені цементні мости, які дозволяють збільшити величину допустимої депресії на пласт, отже, збільшити граничний безводний дебіт свердловини, або створена штучна переділка, що дозволяє також істотно підвищити продуктивність свердловини або депресію на пласт;
2. продуктивність свердловини внаслідок поганих колекторських властивостей пласта дуже низька і допускається перевищення допустимої величини депресії з одночасним припливом газу і води і подальшим видаленням води зі свердловини;
3. по деяких свердловинах, технологічні режими яких встановлено виходячи з наявності підошовної води, потрібне підвищення або зниження тиску на гирлі свердловини на фоні всіх експлуатованих свердловин і системи збору газу;
4. в свердловині проводяться роботи по підйому і спуску насосно-компресорних труб або заміна повністю чи частково фонтанної арматури і ці роботи призводять до зміни параметрів пласта і свердловини, отже, і до зміни технологічного режиму роботи.

Усі зміни технологічного режиму експлуатації незалежно від того, чи спричинені вони зміною пластового тиску, підйомом поверхні газоводяного контакту, зміною густини води і газу, установкою цементних мостів або створенням штучного непроникного екрану, величиною гирлового тиску, підйомом насосно-компресорних труб або іншими причинами, повинні бути передбачені проектом розробки родовища, обґрунтовані розрахунковим шляхом з урахуванням відстані від нижнього інтервалу перфорації до контакту газ-вода, параметрів пласта, можливого темпу підйому поверхні газ-вода і падіння пластового тиску, необхідної висоти цементного мосту і непроникного екрану та інших параметрів, які використовуються при розрахунку величини граничного безводного дебіту із залученням фактичного матеріалу і контрольовані в процесі експлуатації. Тільки за цих умов проектні дані будуть дуже близькі до фактичних.
- Визначальним фактором при встановленні технологічного режиму є близькість контурних вод. У цьому випадку критерієм вибору режиму можуть служити кілька параметрів, серед яких на перше місце виходить сумарний відбір газу з родовища до прориву води в свердловину.

Принципово просування контурних вод до свердловини пов'язано з двома показниками: загальним виснаженням родовища незалежно від розташування свердловин, зокрема розглянутої свердловини, в результаті якого відбувається впровадження в газовий поклад контурної води; створенням значної депресивної воронки, що впливає на темп впровадження води в зону дренажу даної свердловини так, що він значно випереджає темп впровадження від загального виснаження газоносного пласта. При порівняно високих темпах відбору газу з родовища, що особливо характерно для родовищ з малими запасами, як правило, темп впровадження контурних вод дещо відстає від темпу відбору газу. Отже, для порівняно однорідного пласта (або декількох пластів) в свердловинах, розташованих в зонах, які не становлять небезпеки прориву контурних вод, є доцільним забезпечення максимального дебіту при встановленні технологічного режиму (якщо інші фактори не обмежують його величину). У той же час у свердловинах, розташованих близько до контурної води, обмеження депресії з метою запобігання передчасного прориву води є необхідною умовою. Величина депресії в приконтурних свердловинах у кожному конкретному родовищі і в кожній конкретній свердловині вибирається розрахунковим шляхом виходячи з відстані від гирла свердловини до контакту газ‒вода, колекторських властивостей пласта, їх зміни від свердловини до контуру, пластового тиску та інших геолого-промислових параметрів. При наявності декількох неоднорідних пластів ці розрахунки проводяться по найбільш небезпечному з точки зору швидкого прориву контурної води пласту.
Можливі зміни технологічного режиму експлуатації свердловин, коли визначальним чинником є можливість прориву контурної води, пов'язані з її просуванням в процесі виснаження, необхідністю ремонтно-профілактичних робіт на свердловині, зміною гирлового тиску, утворенням гідратів при незначних дебітах та ін.
- Основний фактор при встановленні технологічного режиму ‒ стійкість породи до руйнування. При цьому критерії технологічного режиму експлуатації свердловин встановлюються у вигляді постійного градієнта, і його зміна протягом усього періоду розробки не допускається. Тобто, якщо свердловина розкриває колектор з низькою стійкістю порід до руйнування, то в процесі розробки потрібно підтримувати депресію постійною до тих пір, поки не будуть проведені певні заходи щодо запобігання руйнування пласта. Величина допустимого градієнта для газоносних пластів з низькою стійкістю до руйнування встановлюється на свердловинах розглянутого родовища в період дослідно-промислової експлуатації. При перевірці правильності обраної величини градієнта не допускається використання даних, які базуються на результатах короткочасного випробування свердловин. Зміна технологічного режиму експлуатації свердловин, встановленого виходячи з руйнування пласта при перевищенні допустимої величини градієнта, може відбуватися при зміцненні привибійної зони спеціальними смолами, впровадженні одночасно-роздільної експлуатації в разі багатопластовості, застосуванні механічних або гравійних фільтрів, проведенні ремонтно-профілактичних робіт свердловинного або гирлового обладнання тощо.

- Основними факторами при встановленні технологічного режиму є розкриття пласта і гідродинамічна недосконалість свердловини за ступенем і характером розкриття пласта. Якщо ступінь і характер розкриття не обумовлені жорстко при розкритті пласта будь-якими промивальним рідинами, то технологічний режим встановлюється по мірі проведення перфорації на перфорованій частині фільтру і ущільнення перфорації до її оптимальної величини.

З метою підвищення продуктивності свердловин в ряді випадків допускається відкритий необсажений вибій або спуск механічних фільтрів. Зміна технологічного режиму, пов'язана з розкриттям, необхідна також при системі експлуатації зверху вниз або, навпаки, на багатопластових покладах.
- Основний фактор при встановленні технологічного режиму ‒ наявність у складі газу корозійно-активних компонентів. Необхідність зміни технологічного режиму виникає починаючи з моменту, коли подальше збільшення діаметра насосно-компресорних труб не можливе. При цьому швидкість потоку газу не повинна перевищувати наближено певну величину в будь-якому перетині стовбура свердловини. Якщо в процесі експлуатації свердловини навіть в початковий період розробки проводиться закачування антикорозійного інгібітору, то зміна технологічного режиму експлуатації також стає необхідністю. Технологічний режим експлуатації свердловини при визначальному факторі, пов'язаний з корозійно-активними компонентами в газі, також підлягає зміні (крім випадків правильного вибору діаметра насосно-компресорних труб до їх максимально можливої величини і закачування інгібітору проти корозії), якщо необхідно підтримати певний вибійний тиск і збільшення кількості вологи в газі призводить до більш інтенсивної корозії устаткування.

- Зміну технологічного режиму експлуатації свердловин обумовлено зміною коефіцієнтів фільтраційних опорів, тобто параметрів пласта в привибійній зоні в результаті її очищення або забруднення в процесі розробки. Ці зміни визначаються періодичними дослідженнями, що проводяться в свердловинах. Якщо, залежно від властивостей пласта і флюїду, періодичність і характер зміни їх параметрів у привибійній зоні носять закономірний характер, то при проектуванні розробки повинен бути рекомендований такий технологічний режим, який у середньому забезпечував би для заданого числа свердловин плановий відбір газу з родовища. На практиці часто зміна встановленого технологічного режиму відбувається в свердловинах, які виносять значну кількість рідких компонентів і твердих домішок при заданій конструкції свердловини.

- Зміна технологічного режиму експлуатації свердловини пов'язана з багатопластовістю. Ці зміни обумовлені ступенем виснаження окремих пластів у процесі розробки, застосуванням системи одночасно-роздільної експлуатації свердловин, зміною схеми збору, очищення і осушення газу на промислі, необхідністю проведення ізоляційних робіт на одному з пластів тощо.

- Технологічний режим встановлювався виходячи із впливу температури на продуктивність свердловин. У цьому випадку обраний технологічний режим, що забезпечує безгідратний режим експлуатації свердловини, повинен бути змінений, якщо:

1. проводиться інгібування продукції свердловини в стовбурі, тобто додаткові втрати тиску у пласті й стовбурі свердловини внаслідок подачі інгібітору не виключають можливість утворення гідратів;
2. система осушення газу забезпечує необхідну температуру сепарації незалежно від температури газу, що поступає із свердловини;
3. у результаті, порівняно, тривалої експлуатації свердловини (особливо в північних районах) відбувся перерозподіл температури газу в середовищі, що оточує стовбур свердловини;
4. проводиться спуск вибійних нагрівачів або теплоізоляційних ліфтових труб, що дає підстави змінити технологічний режим експлуатації свердловини, обумовлений певною величиною розподілу температури в привибійній зоні пласта, стовбурі й на гирлі свердловини.

- Зміна технологічного режиму роботи свердловини обумовлена накопиченням і виносом стовпа рідини або піщаної пробки на вибої свердловини. У тому випадку, коли подальші зміни в конструкції насосно-компресорних труб виключені й конденсаційна пластова вода чи важкі компоненти вуглеводнів, що надходять з пласта, які переходять в рідкий стан у привибійній зоні і стовбурі свердловин, повністю не виносяться, процес накопичення рідинного стовпа вимагає зміни технологічного режиму шляхом закачування в стовбур свердловини ПАР або відповідних змін продуктивності свердловин. Аналогічна зміна має бути здійснена при накопиченні піщано-рідинної пробки на вибої свердловини, яка призводить до ізоляції частини працюючого інтервалу. Якщо утворилася рідинна або піщана пробка, то в процесі їх видалення зміною глибини спуску і діаметра насосно-компресорних труб або застосуванням механічних засобів з видалення пробки встановлення нового технологічного режиму є необхідністю.

- Зміна технологічного режиму експлуатації обумовлена необхідністю підтримання певної величини гирлового тиску або його зміною. Визначальна величина тиску на гирлі свердловин, на вході промислового пункту осушення і очищення газу або промислового газозбірного колектора встановлюється виходячи із величини дебіту свердловини, параметрів (довжина, діаметр тощо) шлейфів, тиску сепарації, тиску на вході в компресорну станцію і тиску на початку газопроводу. За відомою заданою величиною тиску в одному із перерахованих вузлів здійснюються розрахунки для визначення технологічного режиму експлуатації свердловин з урахуванням різних втрат тиску від названого вузла до пласта.

Таким чином, технологічний режим експлуатації за деякими визначальними факторами принципово є змінною величиною, але недотримання встановленого технологічного режиму і його зміни в процесі розробки працівниками промислів призводять до передчасного виходу свердловин з ладу та буріння додаткових свердловин.